# Juwenaliusz (Tarasow)

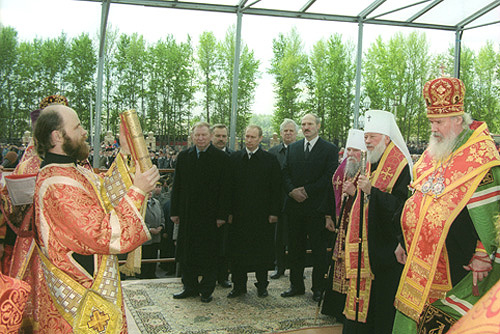
Metropolita Juwenaliusz w czasie nabożeństwa (trzeci z prawej wśród duchownych), z prezydentami Rosji Władimirem Putinem, Ukrainy Leonidem Kuczmą i Białorusi Alaksandrem Łukaszenką patriarchą moskiewskim i całej Rusi Aleksym II i metropolitą kijowskim i halickim Włodzimierzem

Juwenaliusz, imię świeckie Spiridion Aleksiejewicz Tarasow (ur. 29 kwietnia 1929 w chutorze Bolszoj Mieczetnyj, zm. 13 stycznia 2013) – metropolita Rosyjskiego Kościoła Prawosławnego, schimnich.

## Życiorys
Urodził się w kozackiej rodzinie chłopskiej Aleksieja i Uljany Tarasowów. We wczesnym dzieciństwie rodzina przeniosła się do Szacht. W wieku ośmiu lat stracił ojca, który padł ofiarą czystek stalinowskich. Spiridion Tarasow i jego czterej bracia (Nikołaj, Michaił, Andriej i Wieniamin) zostali wówczas relegowani ze szkoły, zaś mienie rodziny podległo konfiskacie. Do momentu wstąpienia do seminarium duchownego Spiridion Tarasow pracował w kopalni. Dwaj jego bracia zginęli w czasie II wojny światowej, trzeci padł ofiarą wypadku w kopalni.
W 1953 ukończył seminarium duchowne w Saratowie. 2 sierpnia tego roku metropolita rostowski Beniamin udzielił mu święceń diakońskich, zaś dwa dni później – kapłańskich. Ks. Tarasow został skierowany do pracy w cerkwi św. Michała Archanioła w Szachtach, działającej w prywatnym domu. W sierpniu 1955 przeniesiony do podobnej placówki duszpasterskiej pod wezwaniem Opieki Matki Bożej w Nowoszachtinsku, zaś w marcu 1958 – do cerkwi Wniebowstąpienia Pańskiego w Szachtach. Po czterech latach powierzono mu stanowisko proboszcza parafii św. Jerzego we wsi Kiriejewka. Był duchownym żonatym, jednak jego żona Lidia odeszła od niego, zniechęcona trudną sytuacją rodziny duchownego w ZSRR. W małżeństwie tym urodziła się córka Nina.
W 1966 uzyskał dyplom kandydata nauk teologicznych po ukończeniu zaocznych studiów w Moskiewskiej Akademii Duchownej. Dwa lata później w Ławrze Troicko-Siergijewskiej złożył wieczyste śluby zakonne przed przełożonym monasteru archimandrytą Platonem, przyjmując imię Juwenaliusz na cześć św. Juwenaliusza, patriarchy Jerozolimy. W 1970 został skierowany do Penzy jako proboszcz parafii Zaśnięcia Matki Bożej przy tamtejszym soborze oraz dziekan I dekanatu penzeńskiego. W listopadzie 1975 podniesiony do godności archimandryty. 16 listopada tego samego roku miała miejsce jego chirotonia na biskupa woroneskiego i lipieckiego (głównym konsekratorem był metropolita leningradzki Nikodem). 16 lipca 1982 biskup Juwenaliusz został podniesiony do godności arcybiskupiej i skierowany do eparchii irkuckiej i czyckiej. Na krótko przed tym wydarzeniem duchowny przeżył ciężki wypadek samochodowy. Po dwóch latach przeniesiony na katedrę kurską i biełgorodzką.
Jako arcybiskup kurski Juwenaliusz (Tarasow) przyczynił się do ponownego otwarcia większości działających przed rewolucją październikową monasterów, a także reaktywacji seminarium duchownego w Kursku. 25 lutego 2000 arcybiskup został podniesiony do godności metropolity. Był zaliczany do konserwatywnego skrzydła w hierarchii Rosyjskiego Kościoła Prawosławnego.
W 2004, w związku z osiągnięciem wieku 75 lat, metropolita odszedł za zgodą Świętego Synodu Rosyjskiego Kościoła Prawosławnego w stan spoczynku. W tym samym roku złożył śluby mnisze wielkiej schimy, zachowując dotychczasowe imię.
Zmarł w 2013 i został pochowany w sąsiedztwie soboru katedralnego w Kursku. Jego pogrzeb prowadził metropolita woroneski i borysoglebski Sergiusz.
Był honorowym obywatelem Kurska oraz obwodu kurskiego.